# 圆叶南牡蒿
圆叶南牡蒿（学名：Artemisia eriopoda var. rotundifolia）为菊科蒿属下的一个变种。